# Хабоцкое
Хабоцкое — село в Краснохолмском муниципальном округе Тверской области. 

## География
Село расположено в 11 километрах к северу от города Красного Холма, на автомобильной дороге Р-84 Тверь — Бежецк — Весьегонск. В Хабоцком от автодороги на Весьегонск ответвляется дорога на Молоково — Сандово. От Хабоцкого до соседнего райцентра Молоково — 16 километров, до Сандово — 58 километров, до Весьегонска — 70 километров.
Около северной окраины села протекает река Решетиха — приток Могочи. Деревня Лихачёво — в 7 километрах к северу от Хабоцкого.

## История

Церковь Рождества Христова в Хабоцком. 2007 год

В 1824 году в селе была построена каменная Христорождественская церковь с 3 престолами, метрические книги с 1780 года.
В конце XIX — начале XX века село являлось центром Хабоцкой волости Весьегонского уезда Тверской губернии.
С 1929 года село являлось центром Хабоцкого сельсовета Краснохолмского района Бежецкого округа Московской области, с 1935 года — в составе Калининской области, с 2005 года — в составе Лихачёвского сельского поселения, с 2019 года — в составе Краснохолмского муниципального округа.

## Население
| 1859 | 1889 | 1989 | 2010 |
| ---- | ---- | ---- | ---- |
| 294  | ↗305 | ↗338 | ↘288 |

## Инфраструктура
В Хабоцком расположено сельскохозяйственное предприятие — колхоз имени Кирова, который специализируется на разведении крупного рогатого скота, свиней, выращивании картофеля и бобовых. Кроме того, в селе есть пекарня, средняя школа, почтовое отделение, библиотека, медпункт.

## Достопримечательности
На западной окраине села сохранилась церковь Рождества Христова 1824 года с живописью, относящейся к академической школе XIX века, трехпрестольная, со Знаменским и Пятницким приделами. В настоящее время (2008 г.) предпринимаются попытки восстановить церковь.